# Gubernia de Kiev (1708–1764)
O Gubernia de Quieve (em russo:  Кіевская губернія; ucraniano: Київська губернія) ou Governo de Quieve foi uma divisão administrativa (gubernia) do Czarado da Rússia e, em seguida, do Império Russo. Foi estabelecido em dezembro de 1708 como um dos oito gubernias criados durante as reformas de Pedro, o Grande.

## Descrição
O Governo de Quieve no século XVIII diferia muito do Governo de Quieve no século XIX. Quando um estava localizado exclusivamente na margem esquerda do Dnieper, o outro estava localizado do outro lado do rio. Na reforma territorial de Catarina, a Grande, mudou o nome de gubernia para Vice-reino em 1781. O primeiro Governo de Quieve foi estabelecido na maior parte do Hetmanato Cossaco, incluindo um vasto território a leste do Hetmanato, enquanto o Sich Zaporijiano estava em um condomínio do Império Russo e da Comunidade Polaco-Lituana.
Em 1727, foi dividido em Governo de Quieve e Governo de Belgorode, tornando-se um gubernia separado sob o governo de Hetman Apostol. Em 1764 houve outra divisão quando o Governo da Pequena Rússia e da Nova Rússia foi estabelecido.
Em 1781, os governos de Quieve e da Pequena Rússia foram reorganizados em Vice-reinos de Kiev, Novogárdia Sevéria e Chernigove logo após a partição da Polônia (Comunidade Polaco-Lituana). Em 1796, o Vice-Reino de Quieve foi renomeado de volta à Gubernia de Quieve.
As fronteiras do gubernia sofreram mudanças significativas, em particular em 1796, quando a maior parte de seu território foi realocada da margem esquerda da Ucrânia para a margem direita da Ucrânia. Quieve era o centro administrativo do gubernia.

## Fundação e Primeiras Reformas

Divisão do Império Russo em oito gubernias em 1708

O Gubernia de Quieve, juntamente com outros sete gubernias, foi estabelecido em 29 de dezembro de 1708, por um decreto do Czar Pedro, o Grande. Tal como acontece com o resto dos gubernias, nem as fronteiras nem as subdivisões internas do Gubernia de Quieve foram definidas; em vez disso, o território foi definido como um conjunto de cidades e as terras adjacentes a essas cidades. O território original baseava-se aproximadamente na Terra de Siever cercada pelos gubernia de Esmolensco, Moscou e Azove.
| #   | Cidade            | #   | Cidade       | #   | Cidade   |
| --- | ----------------- | --- | ------------ | --- | -------- |
| 1.  | Kiev              | 14. | Sumi         | 27. | Sevesk   |
| 2.  | Pereslavl         | 15. | Krasnopolie  | 28. | Kursk    |
| 3.  | Chernigov         | 16. | Mezhirichi   | 29. | Mtsensk  |
| 4.  | Nezhin            | 17. | Zolochev     | 30. | Putivl   |
| 5.  | Novobogoroditskoi | 18. | Buromlia     | 31. | Karachev |
| 6.  | Sergiievskoi      | 19. | Rublevka     | 32. | Kromi    |
| 7.  | Kamennoi Zaton    | 20. | Gorodnoie    | 33. | Rilsk    |
| 8.  | Belgorod          | 21. | Sudzha       | 34. | Briansk  |
| 9.  | Akhtirka          | 22. | Lebedian     | 35. | Orel     |
| 10. | Bogodukhov        | 23. | Miropol      | 36. | Novosil  |
| 11. | Murakhva          | 24. | selo de Vena |     |          |
| 12. | Sennoie           | 25. | Belopolye    |     |          |
| 13. | Bolkhov           | 26. | Olshanka     |     |          |

Além disso, dezessete cidades (de acordo com a fonte; apenas dezesseis foram realmente listadas) do Gubernia de Azove foram atribuídas a Quieve devido à sua maior proximidade geográfica com Quieve do que com Azove. Entre essas cidades estavam Kharkov e Staroy Oskol. Também para Quieve foi atribuída Trubchevsk e duas outras cidades do Gubernia de Esmolensco, enquanto algumas cidades de Quieve foram atribuídas a Azov e Smolensk, respectivamente.
Como unidade administrativa, o gubernia foi precedido pela divisão regimental do Hetmanato Cossaco. Notável é o fato de que ambas as divisões existiram durante a maior parte do século XVIII, durante o qual a divisão regimental como administrativa foi eliminada e mais tarde existiu apenas para fins militares. Na época de sua fundação, o gubernia cobria 231.000 quilômetros quadrados de território de partes da moderna Ucrânia e sudoeste da Rússia.
Inicialmente dividido em uezdes e razriades, o gubernia aboliu o obsoleto sistema administrativo do Império em rápido crescimento. Durante a reforma administrativa de 1710, todos os gubernias foram subdivididos em lotes administrativo-fiscais (doli), e a Gubernia de Quieve consistia em cinco lotes. Os lotes eram administrados por landrats, do Conselho de Terras alemão.
Um novo decreto de reforma foi emitido em 29 de maio de 1719. Os lotes foram abolidos e o gubernia foi subdividido em quatro gubernias centrados em Belgorod, Quieve, Oriol e Sevsk, e nomeados de acordo. Em 1719, o gubernia compreendia quarenta e uma cidades. Os gubernias, por sua vez, foram divididas em distritos. Apesar da reforma, a subdivisão do gubernia em regimentos ainda era usada em paralelo com os gubernias.
No curso da reforma administrativa de 1727, os gubernias de Belgorod, Oriol e Sevsk foram divididos na Gubernia de Belgorode, restando apenas a gubernia de Quieve na Gubernia de Quieve. O gubernia neste momento foi dividido em uezdes que substituíram os distritos.